# Autoroute 610
L'autoroute 610 (A-610) ou autoroute Louis-Bilodeau est une autoroute urbaine québécoise desservant l'est de la ville de Sherbrooke, en Estrie. L'A-610 relie les autoroutes 10 et 55 à la route 112 en direction d'East Angus, Thetford Mines et Lac-Mégantic, tout en évitant le centre-ville de Sherbrooke. Sa sœur, l'A-410, dessert l'ouest de la ville. Sa section la plus achalandée est entre son extrémité ouest et le boulevard Saint-François (sortie 3) avec un DJMA de 35 000 véhicules.

## Historique
La première section de l'A-610 fut inaugurée en 1988, mais à l'époque, elle faisait partie de l'A-10. En octobre 2006, le Ministère des Transports décida de renuméroter « autoroute 610 » la section de l'A-10 comprise entre les kilomètres 143 et 154, soit de l'échangeur A-10 / A-55 à la fin de l'autoroute.
En avril 2008, l'A-610 fut officiellement désignée Autoroute Louis-Bilodeau par la Commission de toponymie du Québec en l'honneur de Louis Bilodeau (1924-2006). Ce dernier était l'animateur de l'émission Soirée canadienne, diffusée à CHLT-TV de Sherbrooke de 1960 à 1983.
| Kilomètre          | Kilomètre         | Année | Notes                                             |
| ------------------ | ----------------- | ----- | ------------------------------------------------- |
| 0 à 7 (143 à 150)  | 0 à 7 (143 à 150) | 1988  | De A-10 / A-55 à R-216 (12e avenue Nord)          |
| 7 à 11 (150 à 154) | Une Chaussée      | 1992  | De R-216 (12e avenue Nord) à R-112 (Rue King Est) |
| 7 à 11 (150 à 154) | Deuxième chaussée | 2013  | De R-216 (12e avenue Nord) à R-112 (Rue King Est) |

À l'été 2012, la jonction entre l'autoroute 610 et la route 112 fut entièrement réaménagée pour devenir un carrefour giratoire.

## Liste des sorties
| MRC        | Municipalité | km    | Sortie | Destinations                                                    | Notes               |
| ---------- | ------------ | ----- | ------ | --------------------------------------------------------------- | ------------------- |
| Sherbrooke | Sherbrooke   | 0,00  | —      | A-10 ouest / A-55 – Magog, Montréal, Drummondville, Québec      |                     |
| Sherbrooke | Sherbrooke   | 3,30  | 3      | Rue Saint-François – Sherbrooke (Centre-ville)                  |                     |
| Sherbrooke | Sherbrooke   | 7,00  | 7      | R-216 (12e Avenue) – Stoke                                      |                     |
| Sherbrooke | Sherbrooke   | 11,30 | —      | R-112 (Rue King Est) – East Angus, Thetford Mines, Lac-Mégantic | Carrefour giratoire |
|            |              |       |        |                                                                 |                     |